# Ишалы
Ишалы — река в Ишимбайском районе Башкортостана (Россия), приток Бриша. Речная система: Бриш → Зиган → Белая → Кама → Волга.
В истоке — сезонное русло. У впадения в Бриш река Ишалы пересекают несколько дорог местного значения. Есть брод. Впадает чуть ниже по течению, чем Такталы.

## Населённые пункты
Ближе к устью, по состоянию на 1983 год, находится зимник.